# Château de Friedenstein
Le château de Friedenstein est un palais baroque construit sur le site du Château de Grimmenstein, rasé en 1567, dans la ville de Gotha en Allemagne.

## Histoire

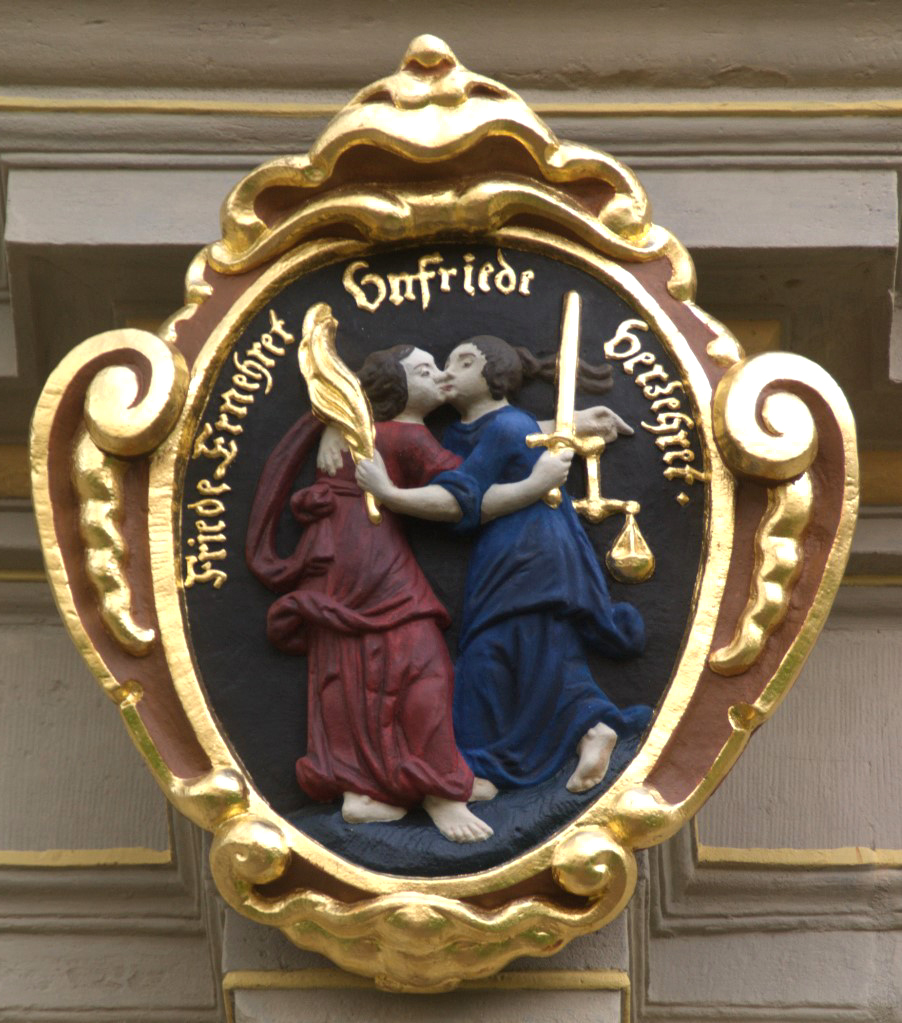
Le baiser de paix : « La paix nourrit, la discorde dévore »

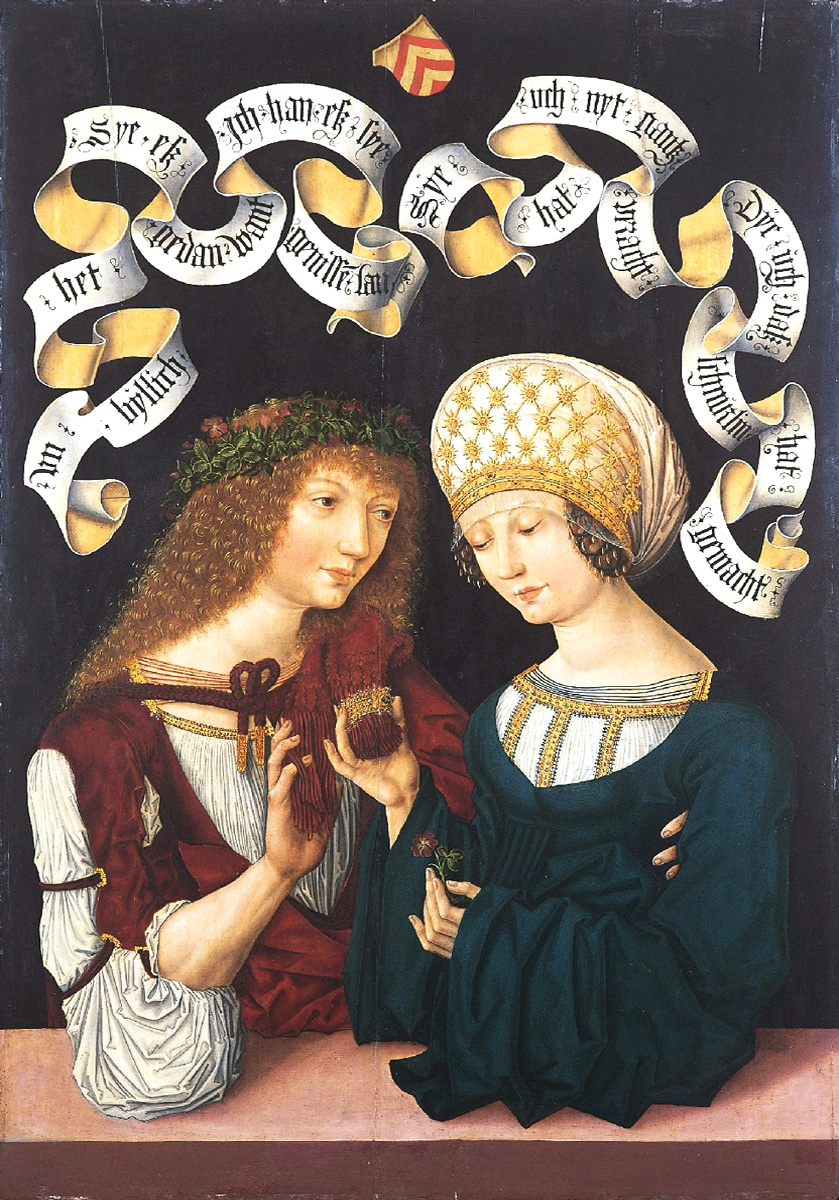
Les amants de Gotha

En 1640, la ville de Gotha échut au duc Ernest Ier de Saxe-Gotha (dit le Pieux) et devint la capitale de son nouveau duché. Comme il ne s'y trouvait pas de résidence adaptée, le duc lança rapidement l'édification d'un château. Le chantier fut mené de 1643 à 1654 par l'ingénieur Andreas Rudolph (1601-1679) selon les plans de l'architecte Caspar Vogel. Le 26 octobre 1643, à midi, on posa la première pierre du château de Friedenstein. Le duc aspirait à la paix après les ravages de la Guerre de Trente Ans. Cet état d'esprit ne se manifeste pas seulement à travers le nom du château nouvellement construit (der Frieden signifie la paix en allemand) mais aussi par la représentation du « Baiser de la paix » qui fut apposé sur le portail nord du château de Friedenstein à l'occasion des traités de Westphalie en 1650. Le château fut fortifié entre 1654 et 1672.
À cette époque et jusqu'en 1675, le château sert de résidence princière au duc Ernest Ier, et fut de 1640 à 1894 le siège administratif du duché de Saxe-Gotha. 
Le château dispose de salons et de pièces d'habitation qui vont du style baroque au classicisme. La salle de fête et les ouvrages en stuc sont l'œuvre des frères Samuel et Johann Peter Rust.
En 1679, on aménage le caveau princier sous l'église du château, son entrée se situant sous la tribune de l'orgue. 
Il est composé de quatre chambres. Ce n'est pas là que le duc Ernest Ier trouva sa dernière demeure (il est enseveli dans le caveau de la Margarethenkirche à Gotha). Son fils et successeur, le fastueux Frédéric Ier de Saxe-Gotha-Altenbourg, fut le premier duc de Gotha à y être inhumé, et après lui encore 18 autres membres de la maison ducale, jusqu'à l'extinction de la lignée Gotha-Altenbourg. Ernest II de Saxe-Gotha-Altenbourg, pour sa part, demanda à être enterré dans l'île qu'il avait fait aménager dans le parc du château.
Pendant la régence de ce dernier de 1772 à 1804, on déblaya les fortifications et la surface dégagée fut intégrée au parc. On aménagea un petit observatoire temporaire (jusqu'à la construction de l'observatoire de Seeberg), un cabinet de physique et un théâtre permanent (le théâtre Ekhof). La bibliothèque et les collections furent élargies, mouvement qui se poursuivit sous la régence de ses successeurs Auguste de Saxe-Gotha-Altenbourg (1804–1822) et Frédéric IV de Saxe-Gotha-Altenbourg (1822–1825). Après l'extinction de la lignée des Saxe-Gotha-Altenbourg, le château passa à celle du duché de Saxe-Cobourg et Gotha.
Ce duché eût successivement pour titulaires le duc Ernest Ier de Saxe-Cobourg et Gotha (1784-1844), le duc Ernest II de Saxe-Cobourg et Gotha (1818-1893), le duc Alfred Ier de Saxe-Cobourg et Gotha (1844-1900), fils de la reine Victoria de Grande-Bretagne, puis le duc Charles-Édouard de Saxe-Cobourg et Gotha (1884-1954). 
En novembre 1918, ce dernier, comme les autre souverains allemands, abdique du duché de Saxe-Cobourg et Gotha, dont les biens lui sont expropriés. 
Ce duché devient alors un bien public, rattaché au land de Thuringe.
Les collections d'art ducales du château de Friedenstein, encore très importantes, ne constituent aujourd'hui qu'environ 40 % des possessions originelles. Pendant la Seconde Guerre mondiale, elles furent entreposées en lieux sûrs. Après la percée de la IIIe armée américaine en avril 1945, on dénombrait déjà des centaines de vols. Avec l'invasion par l'Armée rouge en juillet 1945, le château de Friedenstein s'est trouvé en zone d'occupation soviétique. Toutes les pièces restantes des collections d'arts de Gotha, les 330 000 manuscrits et imprimés de la bibliothèque et le cabinet monétaire furent saisis et emportés en Union soviétique. 
De 1949 à 1990, le château se trouve en République Démocratique Allemande (RDA). En 1958 et 1959, les collections du château retrouvent environ 80 à 85 % du butin de guerre emporté par les soviétiques, dont notamment Les Amants de Gotha, la pièce la plus fameuse des collections de Gotha.
Dans la nuit du 13 au 14 décembre 1979, des cambrioleurs dérobent dans le château cinq précieuses toiles insuffisamment protégées : Frans Hals (buste de jeune homme), une copie d'un Antoine van Dyck (Autoportrait au tournesol), Jan Lievens (Vieil Homme), Jan Brueghel l'Ancien (Landstraße mit Bauernwagen und Kühen) et Hans Holbein l'Ancien (Sainte Catherine),. Ces tableaux sont finalement retrouvés en 2019.

## De nos jours
Aujourd'hui, on peut trouver différentes installations culturelles dans le château :
- Le musée du château rassemble les anciens salons et pièces d'habitation ducaux et détient l'une des plus importantes collections de sculpture de facture classique, dont notamment de nombreuses œuvres de Jean-Antoine Houdon.
- Le musée d'histoire régionale et du folklore a été fondé dans la tour ouest en 1928 par l'association pour l'histoire de Gotha et des recherches sur l'Antiquité. Il présente de vastes collections sur l'histoire et la culture de la région de Gotha.
- Dans l'aile est se situe la bibliothèque universitaire et de recherche d'Erfurt-Gotha, qui inclut les fonds de l'ancienne bibliothèque du château. Après la Seconde Guerre mondiale, la bibliothèque du duché et le cabinet monétaire furent emportés comme butin en URSS, avant d'être restitués en 1956.
- Le cabinet monétaire et ses 130 000 objets fait partie des plus importantes collections allemandes. Après la guerre, il subit des pertes considérables. Puis, en 1946, il fut emporté en tant que prise de guerre, par l'Armée rouge, en Union soviétique, d'où il revint en 1958-1959. Depuis, la collection de pièces de monnaie elle-même se trouve dans le musée du château (elle n'est accessible que sur réservation préalable), la littérature numismatique, quant à elle, se trouve dans la bibliothèque.
- Les archives du Freistaat de Thuringe, aujourd'hui situées dans l'aile ouest, remontent à 1641, année de la création des archives du duché de Saxe-Gotha.

Le château est entouré de solides fortifications (1654-1672), dont les casemates ont été partiellement ouvertes au public depuis 2003. Elles constituent une remarquable attraction, dont l'existence, plusieurs mètres sous l'actuel parc du château, était inconnue, même aux habitants. Sur les anciennes fortifications, on aménagea l'un des premiers jardins à l'anglaise d'Allemagne. À partir de 1769, d'après l'idée d'Ernest II de Saxe-Gotha-Altenbourg, on créa même dans le prolongement sud du parc le premier jardin anglais du continent européen, sur le modèle du parc paysager.

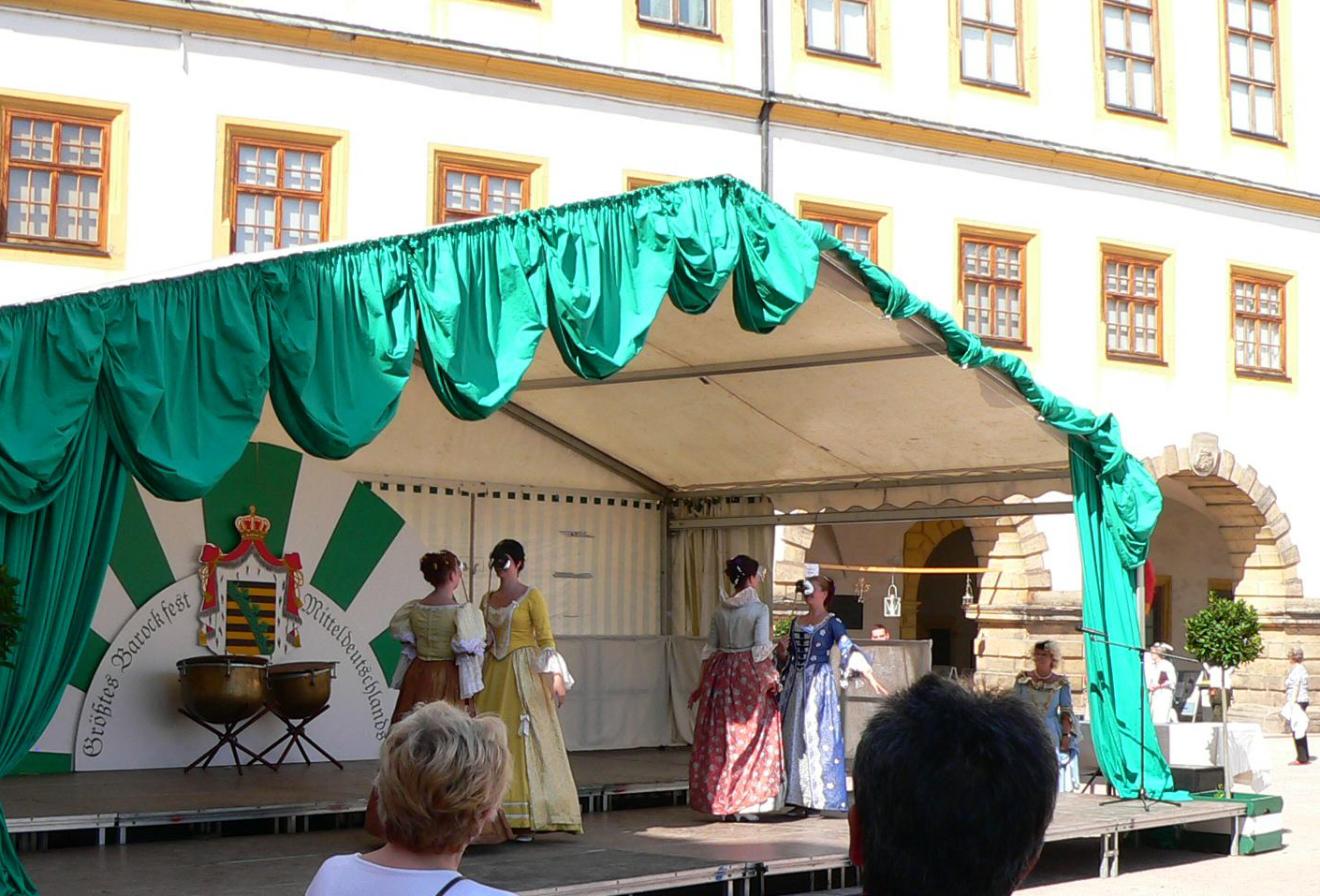
la fête baroque de Gotha : "Vive la Joie"

Depuis 2001, le château de Friedenstein est le théâtre de la fête baroque annuelle de Gotha, qui a lieu le dernier week-end d'août et fait revivre, deux jours durant, l'époque du duc Frédéric III de Saxe-Gotha-Altenbourg ; sa devise est française : « Vive la joie ». L'actuelle plus grande fête baroque d'Allemagne centrale a pour origine la fête du musée qui se tint pour la première fois en 1988.
Après un conflit avec la maison de Saxe-Coburg-Gotha qui dura de longues années, les biens de Thuringe et de la maison Saxe-Coburg-Gotha furent réunis en 2001, notamment ses fondations de sécurité juridique pour le château et ses collections. Le 1er janvier 2004, le château, le parc et l'orangerie furent cédés à la fondation des châteaux et jardins de Thuringe. À la même occasion, on créa la fondation du château de Friedenstein avec le soutien de la ville de Gotha et du Land de Thuringe. Cette fondation rassemble les collections du musée du château, du musée d'histoire régionale et du folklore ainsi que du musée de la nature.

## Le théâtre Ekhof
Dans la tour ouest du château se trouve l'un des plus vieux théâtres d'Allemagne où l'on donne encore des représentations, à savoir le théâtre Ekhof. Il fut fondé par Frédéric Ier de Saxe-Gotha-Altenbourg (1646-1691). Ce théâtre détient la seule machinerie encore complète datant de l'époque baroque. Elle remonte à 1685. Le théâtre a été nommé en honneur de son directeur Conrad Ekhof (1720-1778).

## La chapelle castrale

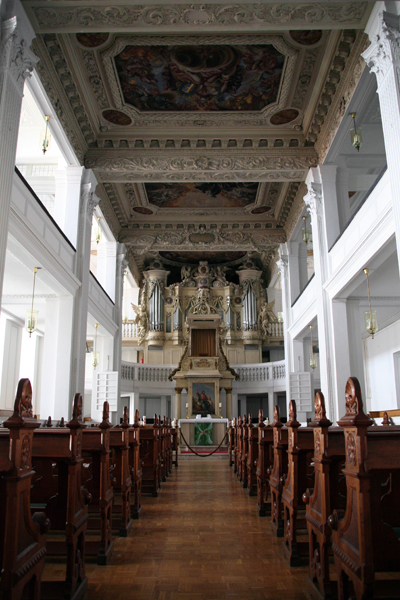
L'église du château.

L'église du château, dans l'aile nord, a été consacrée en 1646 pour le baptême du prince héritier Frédéric Ier de Saxe-Gotha-Altenbourg et aménagée dès 1685-1697. Jusqu'à 1918, elle servit d'église à la cour. Du côté ouest se situe la loge princière ; on y conserve le buste d'Ernest le Pieux, au-dessus duquel on peut lire sa devise inscrite sur une ardoise noire tenue par deux anges : In silentio et spe. C’est dans le calme et la confiance que sera votre force Isaïe 30,15. Du côté est se trouvent l'autel, la chaire et l'orgue. Les ouvrages en stuc ont été réalisés par les frères Rust et les fresques du plafond par Seivert Lammers (1648-1711). Le Vendredi saint de 1717, Johann Sebastian Bach vint à Gotha pour diriger l'une de ses Passions dans l'église du château. Et le vendredi saint de 1725, Gottfried Heinrich Stölzel (qui fut maître de chapelle à Gotha de 1719 à 1749) y représenta pour la première fois sa version de la Passion de Brockes. Vers 1800, on ajouta à l'église une galerie pour le chœur ; d'autres modifications du XIXe siècle concernent, elles, l'autel. Il reçut notamment en 1844 le tableau d'autel Jésus bénit les enfants de Paul Emil Jakob. L'orgue fut rénové par Friedrich Knauf (1802-1883) en 1850, tout comme les bancs. Depuis 1920, l'église du château est devenue l'église paroissiale ; elle appartient aujourd'hui à la paroisse St Michael/Schloss de l'église évangélique-luthérienne de Gotha, qui fait partie de la paroisse des prieurs d'Eisenach-Erfurt de l'EKM (églises évangéliques d'Allemagne centrale). Des services religieux y ont encore lieu à certaines occasions, casuels et jours de fêtes. L'église n'est pas une partie du musée mais de la fondation et elle est gérée par des bénévoles de la paroisse, ainsi est-elle régulièrement ouverte.

## Pour approfondir

### Biographie
- Horst Boxler, « De la provenance du livre d'heures de Gotha : un chanoine de Brioude du XVIe siècle (Yves de Beaufranchet) », Cahiers de la Haute-Loire, Le Puy-en-Velay,‎ 2010

### Source
- (de) Cet article est partiellement ou en totalité issu de l’article de Wikipédia en allemand intitulé « Schloss Friedenstein » (voir la liste des auteurs).

### Pages connexes
- Maison de Saxe-Cobourg et Gotha
- Duché de Saxe-Gotha Altenbourg
- Duché de Saxe-Gotha
- Duché de Saxe-Cobourg et Gotha
- Gotha (Allemagne)
- Almanach de Gotha